# 波斯特爾 (阿肯色州)
波斯特爾（英語：Postelle）是位於美國阿肯色州菲利普斯縣的一個非建制地區。該地的面積和人口皆未知。

## 地理
波斯特爾的座標為34°34′12″N 91°01′24″W / 34.57000°N 91.02333°W，而該地的平均海拔高度為17米（即55英尺）。